# 脫原保
脱原保（？—1524年？），明朝建州女真人，建州左卫都督脱罗之子，充善之孙，福满堂兄弟。
1506年脱罗死后，脱原保继承都督佥事。他曾经先后三次率领部属到北京朝贡。1518年，在明朝与建州各部之间斡旋，以通和好。

## 于清朝皇族的关系
脱原保是脱罗的儿子，锡宝齐篇古的侄子，福满的堂兄弟，觉昌安的伯父，塔克世的伯祖父，清太祖努尔哈赤的伯曾祖父。